# New York (Benji & Fede)
New York è un singolo del gruppo musicale italiano Benji & Fede, pubblicato il 15 gennaio 2016 come quarto estratto dal primo album in studio 20:05.

## Descrizione
Riguardo alla canzone, il duo ha dichiarato:

## Video musicale
Il videoclip, diretto da Gaetano Morbioli, è stato pubblicato il 19 gennaio 2016 attraverso il canale YouTube della Warner Music Italy.

## Tracce
Testi e musiche di Benjamin Mascolo.
1. New York – 3:44

## Formazione
Gruppo
- Benjamin Mascolo – voce, chitarra
- Federico Rossi – voce

Altri musicisti
- Andy Ferrara – chitarra, batteria, pianoforte, programmazione
- Davide Marchi – basso, cori

Produzione
- Andy Ferrara – produzione
- Andrea DB Debernardi – missaggio
- Marco D'Agostino – mastering